# Eric Etebari
Eric Etebari (* 5. Dezember 1969 in Los Angeles, Kalifornien) ist ein US-amerikanisches Model, Schauspieler und Filmregisseur.

## Leben
Eric Etebari wuchs in Hollywood auf. Er besuchte die Santa Monica High School und spielte dort American Football, Basketball und Volleyball. Nach der High School wechselte er an die San Diego State University, wo er ein Stipendium im Volleyball erhielt. 1990 trainierte er für das US-amerikanische Olympiateam, wurde jedoch letztlich nicht ins Team aufgenommen. Nach seinem Studium arbeitete er als Model, unter anderem für Karl Lagerfeld, Versace und Zino Davidoff. Für Bongo drehte er einen Werbespot zusammen mit Liv Tyler.
Mitte der 1990er Jahre begann Etebari, als Schauspieler zu arbeiten. Im Jahr 2000 übernahm er im Fernsehfilm Witchblade – Die Waffe der Götter die Rolle des Ian Nottingham. Die gleiche Rolle übernahm er in den Jahren 2001 bis 2002 in der gleichnamigen Fernsehserie. Danach trat er in den Filmen Final Call – Wenn er auflegt, muss sie sterben (2004) und 2 Fast 2 Furious (2003) auf. Im Jahr 2007 war er in 41 Episoden der Fernsehserie American Heiress als Fake Carlos zu sehen.
2010 erschien seine erste eigene Regiearbeit, der Martial-Arts-Film Bare Knuckles. 2013 bekam Eric Etebari eine Rolle in den Trailern für das Computerspiel Payday 2.
Etebari ist ein Mitglied der Entertainment Basketball League.

## Filmografie
Schauspieler
- 1996: Palm Beach-Duo (Silk Stalkings, Fernsehserie, 1 Episode)
- 1997: 413 Hope St. (Fernsehserie, 1 Episode)
- 1998: Acapulco H.E.A.T. (Fernsehserie, 1 Episode)
- 1998: Triangle Square
- 1999: The Murder in China Basin
- 1999: The Doorman
- 2000: Witchblade – Die Waffe der Götter (Witchblade, Fernsehfilm)
- 2001–2002: Witchblade – Die Waffe der Götter (Witchblade, Fernsehserie, 23 Episoden)
- 2002: Pit Fighter 2 – The Beginning (The Honorable)
- 2003: 2 Fast 2 Furious
- 2004: Skeleton Man (Fernsehfilm)
- 2004: Final Call – Wenn er auflegt, muss sie sterben (Cellular)
- 2006: CSI: Miami (Fernsehserie, 1 Episode)
- 2007: Vegas Vampires
- 2007: Polycarp
- 2007: Rockaway
- 2007: American Heiress (Fernsehserie, 41 Episoden)
- 2008: The Drum Beats Twice
- 2009: Immortally Yours
- 2010: An Affirmative Act
- 2010: Bare Knuckles
- 2011: Der Mandant (The Lincoln Lawyer)
- 2011: The Grand Theft
- 2011: Stuck in the Middle
- 2011: The Great Fight
- 2011: The Life Zone
- 2012: Navy CIS: L.A. (Fernsehserie, 1 Episode)
- 2012: Stolen Child (Fernsehfilm)
- 2012: Stand Up Guys
- 2013: Payday (Fernsehserie, 2 Episoden)
- 2012: Castlevania: Hymn of Blood (Fernsehserie, 1 Episode)
- 2013: The Contractor
- 2013: Abstieg in die Finsternis (Beneath)
- 2014: BlackJacks (Fernsehserie, 5 Episoden)
- 2014: Bullet
- 2014: Interrogation
- 2014: Castle (Fernsehserie, 1 Episode)
- 2014: Mädelsabend – Nüchtern zu schüchtern! (Walk of Shame)
- 2014: Snapshot
- 2014: High School Possession (Fernsehfilm)
- 2014: A Christmas Mystery (Fernsehfilm)
- 2015: Kidnapped: The Hannah Anderson Story (Fernsehfilm)
- 2015: Rock Story
- 2015: Other People’s Children
- 2015: Ominous (Fernsehfilm)
- 2015: Scream at the Devil
- 2016: Der Cheerleader Killer (The Cheerleader Murder, Fernsehfilm)
- 2016: The Loner
- 2016: The Infiltrator
- 2016: 2 Lava 2 Lantula! (Fernsehfilm)
- 2016: StartUp (Fernsehserie, 2 Episoden)
- 2017: The Most Dangerous Game
- 2017: Price for Freedom
- 2017: Toxic Shark (Fernsehfilm)
- 2018: Eruption: LA
- 2018: Roxana
- 2018: A.X.L.
- 2019: American Bistro
- 2019: The Savant
- 2019: Secret Obsession
- 2019: Undateable John
- 2020: Boss Level
- 2020: Stay Alive – Überleben um jeden Preis (Alone)
- 2020: Stoker Hills
- 2021: 3 Tickets to Paradise
- 2021: Narcos: Mexico (Fernsehserie, 4 Episoden)
- 2022: Shadows

Regie
- 2010: Bare Knuckles
- 2011: Expulsion (Kurzfilm)
- 2012: Delete (Kurzfilm)
- 2014: Snapshot
- 2020: Emerald Run